# ウラキンシジミ
ウラキンシジミ（裏金小灰蝶、Ussuriana stygiana）は、チョウ目・シジミチョウ科に属するチョウの一つ。

## 概要
日本特産種で、北海道、本州、四国・九州の一部に分布。一部の自治体では準絶滅危惧種などに指定されている。
食樹はトネリコ・コバノトネリコ（モクセイ科）。卵で越冬する。翅裏が金色であるため「ウラキン」と名づけられたが、地域差による明暗の変異が大きい。裏面は通常オスのほうが暗く、メスの方が明るい。
幼虫は蛹化前に食草の葉を噛み切り(正確には糸を張った状態で先に葉柄を噛み切り、最後に糸を切る)、パラシュート代わりにして地面に落下、萎れて柔らかくなった葉を摂食した後に蛹化する。